# Фрідгельм Функель
Фрідгельм Функель (нім. Friedhelm Funkel, нар. 10 грудня 1953, Нойс) — німецький футболіст, що грав на позиції півзахисника. По завершенні ігрової кар'єри — тренер.

## Ігрова кар'єра
Розпочав грати у футбол у 1972 році в клубі «Нойс», в якому провів усю свою молодіжну кар'єру. З 1973 року став виступати за команду «Баєр 05 Юрдінген», в якій провів сім сезонів, взявши участь у 216 матчах чемпіонату і піднявся з командою з Регіоналліги у вищий дивізіон країни. Більшість часу, проведеного у складі «Баєра», був основним гравцем команди й одним з головних бомбардирів команди, маючи середню результативність на рівні 0,39 гола за гру першості.
Своєю грою за цю команду привернув увагу представників тренерського штабу клубу «Кайзерслаутерн», до складу якого приєднався 1980 року. Відіграв за кайзерслаутернський клуб наступні три сезони своєї ігрової кар'єри. Граючи у складі «Кайзерслаутерна» також здебільшого виходив на поле в основному складі команди та був серед найкращих голеодорів, відзначаючись забитим голом в середньому щонайменше у кожній третій грі чемпіонату. Також 1981 року провів чотири гри за другу збірну ФРН, забивши один гол у грі проти Ірландії.
1983 року повернувся до клубу «Баєр Юрдінген», за який відіграв ще 7 сезонів. Тренерським штабом нового клубу також розглядався як гравець «основи». За цей час 1985 року виборов титул володаря Кубка ФРН. Завершив професійну кар'єру футболіста виступами за «Юрдінген» у 1990 році. Загалом він провів 320 ігор у Бундеслізі, в яких він забив 83 голи.

## Кар'єра тренера

### Початок кар'єри
Тренерську кар'єру, як і кар'єру футболіста, розпочав у клубі «Нойс». З 1990 по 1996 роки тренував «Баєр 05 Юрдінген» (перший сезон був помічником головного тренера Фрідгельма Конецки). У 1996 році очолив «Дуйсбург», в якому пропрацював 4 роки. Сезон 2000/01 тренував «Ганзу» у Бундеслізі, а наступний сезон очолював «Кельн» у Другій Бундеслізі.

### «Айнтрахт»
З 2004 по 2009 роки Функель тренував «Айнтрахт». 1 липня 2009 року контракт був розірваний

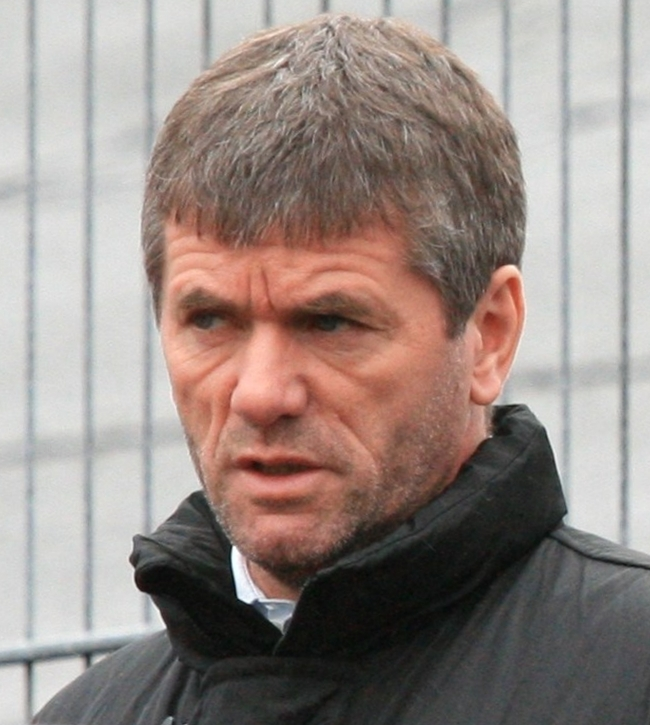
Фрідгельм Функель у 2008 році під час роботи з «Айнтрахтом»

Разом з Еріхом Ріббеком Фрідгельм тримає рекорд по найдовшому перебуванні в «Айнтрахті» — п'ять повних сезонів.

### «Герта»
3 жовтня 2009 року «Герта» оголосила про призначення Функеля новим головним тренером після звільнення Люсьєна Фавра. Контракт не був продовжений і Фрідгельм покинув клуб в 2010 році.

### «Бохум»
22 травня 2010 року Функель був названий новим тренером «Бохума», проте вже 14 вересня 2011 року був звільнений.

### «Алеманія»
20 вересня 2011 року Функель був узятий на роботу як головний тренер в «Алеманію». Функель був звільнений 1 квітня 2012 року, після серії з п'яти поразок поспіль. У клубі він досяг позначки трьох перемог, вісім нічиїх, та дев'яти поразок у 20 матчах.

### «Мюнхен 1860»
7 вересня 2013 року він був названий новим тренером клубу «Мюнхен 1860». Його перший матч як тренера мюнхенського клубу закінчився з рахунком 0-0 (проти «Аалена» 13 вересня 2013 року).. 2 квітня 2014 року, «Мюнхен 1860» заявив, що Функель збирається покинути клуб після закінчення сезону за «різних концептуальних поглядів на орієнтацію в спорті». Проте, клуб звільнив Функеля 6 квітня 2014, програвши «Карлсруе» 3-0, в домашній грі днем раніше. Довівши статистику в мюнхенському клубі до семи перемог, восьми нічиїх та дев'яти поразок у 24 матчах.

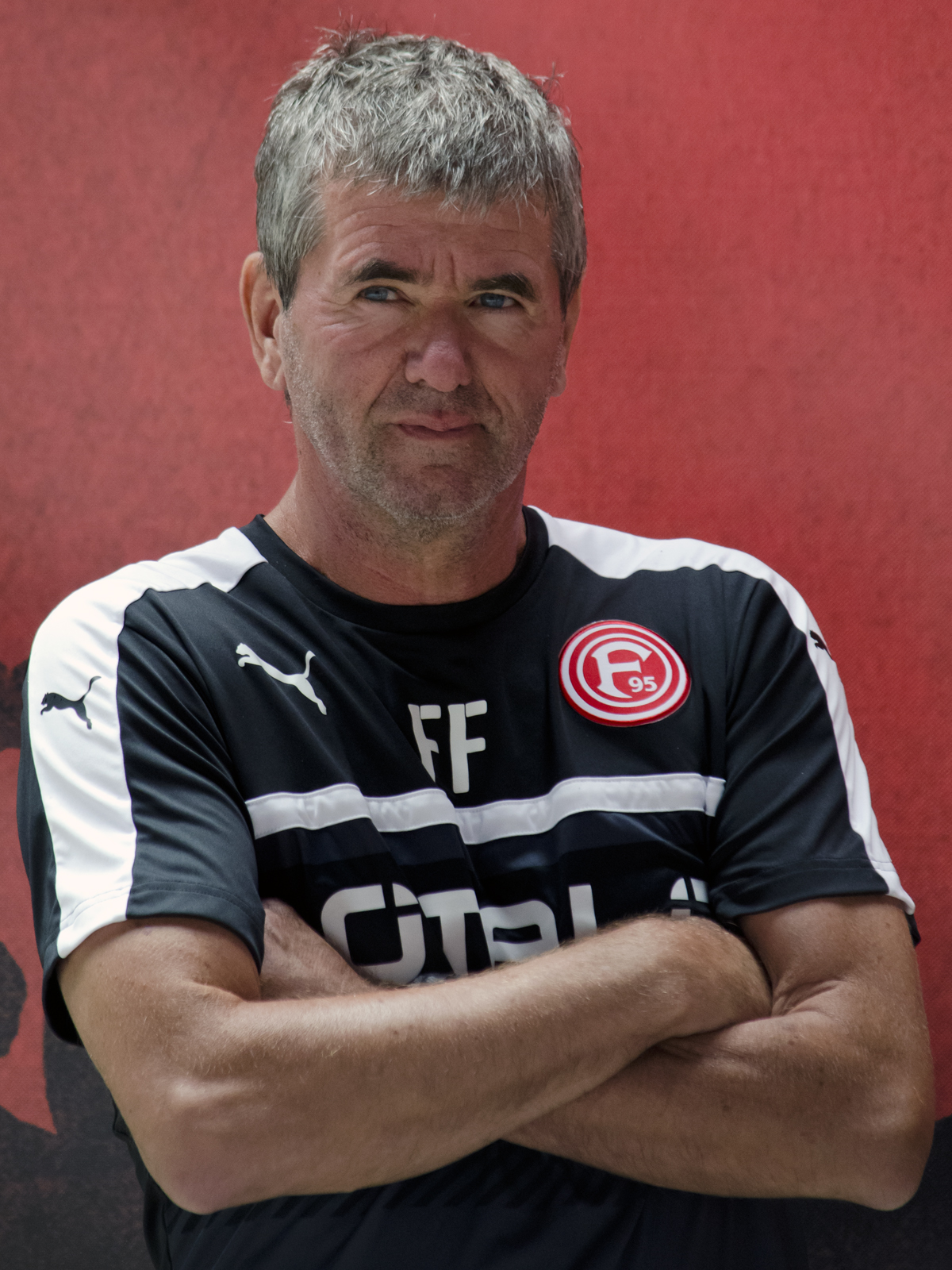
Фрідгельм Функель 2016 року під час роботи з «Фортуною».

### «Фортуна»
14 березня 2016 року очолив тренерський штаб команди «Фортуна» (Дюссельдорф).

### «Кайзерслаутерн»
У 2024 році очолював тренерський штаб команди «Кайзерслаутерн».

## Статистика

### Клубна статистика
| Клуб               | Клуб               | Клуб                | Ліга  | Ліга | Куба            | Куба            | Єврокубки | Єврокубки | Загалом | Загалом |
| Сезон              | Клуб               | Ліга                | Матчі | Голи | Матчі           | Голи            | Матчі     | Голи      | Матчі   | Голи    |
| ФРН                | ФРН                | ФРН                 | Ліга  | Ліга | Кубок Німеччини | Кубок Німеччини | Європа    | Європа    | Загалом | Загалом |
| ------------------ | ------------------ | ------------------- | ----- | ---- | --------------- | --------------- | --------- | --------- | ------- | ------- |
| 1972/73            | Нойс               | Нижньорейнська ліга | 28    | 15   | —               | —               | —         | —         | 28      | 15      |
| 1973/74            | Баєр 05 Юрдінген   | Регіональна ліга    | 21    | 6    | —               | —               | —         | —         | 21      | 6       |
| 1974/75            | Баєр 05 Юрдінген   | Друга Бундесліга    | 38    | 13   | 2               | 0               | —         | —         | 40      | 13      |
| 1975/76            | Баєр 05 Юрдінген   | Бундесліга          | 31    | 5    | 0               | 0               | —         | —         | 31      | 5       |
| 1976/77            | Баєр 05 Юрдінген   | Друга Бундесліга    | 38    | 17   | 6               | 1               | —         | —         | 44      | 18      |
| 1977/78            | Баєр 05 Юрдінген   | Друга Бундесліга    | 38    | 25   | 2               | 0               | —         | —         | 40      | 25      |
| 1978/79            | Баєр 05 Юрдінген   | Друга Бундесліга    | 38    | 11   | 5               | 5               | —         | —         | 43      | 16      |
| 1979/80            | Баєр 05 Юрдінген   | Бундесліга          | 34    | 14   | 3               | 2               | —         | —         | 37      | 16      |
| 1980/81            | Кайзерслаутерн     | Бундесліга          | 31    | 13   | 7               | 3               | 4         | 2         | 42      | 18      |
| 1981/82            | Кайзерслаутерн     | Бундесліга          | 24    | 10   | 1               | 0               | 10        | 5         | 35      | 15      |
| 1982/83            | Кайзерслаутерн     | Бундесліга          | 11    | 1    | 1               | 0               | 1         | 0         | 13      | 1       |
| 1983/84            | Баєр 05 Юрдінген   | Бундесліга          | 33    | 15   | 5               | 0               | —         | —         | 38      | 15      |
| 1984/85            | Баєр 05 Юрдінген   | Бундесліга          | 31    | 11   | 4               | 1               | —         | —         | 35      | 12      |
| 1985/86            | Баєр 05 Юрдінген   | Бундесліга          | 30    | 2    | 1               | 0               | 8         | 3         | 39      | 5       |
| 1986/87            | Баєр 05 Юрдінген   | Бундесліга          | 29    | 8    | 3               | 0               | 5         | 1         | 37      | 9       |
| 1987/88            | Баєр 05 Юрдінген   | Бундесліга          | 27    | 2    | 4               | 0               | —         | —         | 31      | 2       |
| 1988/89            | Баєр 05 Юрдінген   | Бундесліга          | 30    | 2    | 2               | 0               | —         | —         | 32      | 2       |
| 1989/90            | Баєр 05 Юрдінген   | Бундесліга          | 9     | 0    | 0               | 0               | —         | —         | 9       | 0       |
| Загальний підсумок | Загальний підсумок | Загальний підсумок  | 521   | 170  | 46              | 12              | 28        | 11        | 595     | 193     |

### Статистика тренера
| Команда                           | З               | По              | Результат | Результат | Результат | Результат | Результат | Результат |
| Команда                           | З               | По              | М         | В         | Н         | П         | В%        | Посилання |
| --------------------------------- | --------------- | --------------- | --------- | --------- | --------- | --------- | --------- | --------- |
| Баєр 05 Юрдінген                  | 3 червня 1991   | 13 травня 1996  | 186       | 57        | 55        | 74        | 30,65     |           |
| Дуйсбург                          | 13 травня 1996  | 19 березня 2000 | 147       | 50        | 41        | 56        | 34,01     |           |
| Ганза                             | 19 вересня 2000 | 1 грудня 2001   | 46        | 14        | 10        | 22        | 30,43     |           |
| Кельн                             | 14 лютого 2002  | 30 жовтня 2003  | 63        | 29        | 15        | 19        | 46,03     | [ 16 ]    |
| Айнтрахт                          | 1 липня 2004    | 30 червня 2009  | 194       | 70        | 50        | 74        | 36,08     | [ 4 ]     |
| Герта                             | 3 жовтня 2009   | 30 червня 2010  | 33        | 7         | 10        | 16        | 21,21     | [ 17 ]    |
| Бохум                             | 1 липня 2010    | 14 вересня 2011 | 45        | 21        | 8         | 16        | 46,67     |           |
| Алеманія                          | 19 вересня 2011 | 1 квітня 2012   | 20        | 3         | 8         | 9         | 15,00     | [ 7 ]     |
| Мюнхен 1860                       | 7 вересня 2013  | 6 квітня 2014   | 24        | 7         | 8         | 9         | 29,17     | [ 14 ]    |
| «Фортуна» (Дюссельдорф)           | 14 березня 2016 | 29 січня 2020   | 138       | 55        | 28        | 55        | 39,86     |           |
| Кельн                             | 12 квітня 2021  | 30 червня 2021  | 8         | 4         | 1         | 3         | 50,00     |           |
| Кайзерслаутерн                    | 14 лютого 2024  | донині          | 2         | 0         | 1         | 1         | 00.00     |           |
| Підсумок                          | Підсумок        | Підсумок        | 905       | 317       | 236       | 354       | 35,03     | —         |
| Останнє оновлення: 26 лютого 2024 |                 |                 |           |           |           |           |           |           |

## Титули і досягнення
- Володар Кубка Німеччини (1):

«Баєр 05 Юрдінген»: 1984–1985
- Переможець Кубка Інтертото (1):

«Баєр 05 Юрдінген»: 1988

## Персональне життя
Має двох дітей. Є старшим братом Вольфганга Функеля, який також був футболістом, а зараз футбольний тренер.